# Movimento per la democrazia in Europa 2025
DiEM25, acronimo per Democracy in Europe Movement 2025 o Movimento per la democrazia in Europa 2025, è un'alleanza politica europea fondata dall'ex-Ministro delle Finanze greco Yanis Varoufakis e dal filosofo croato Srećko Horvat ed è ora presente in 13 paesi: Italia, Grecia, Francia, Regno Unito, Polonia, Portogallo, Slovenia, Bulgaria, Germania, Austria, Irlanda, Spagna e Danimarca. Il progetto è stato ufficialmente presentato il 9 febbraio 2016 al teatro Volksbühne a Berlino, e in seguito a Roma il 23 marzo dello stesso anno.
Il Movimento è nato per creare una "democrazia piena e compiuta, dotata di un Parlamento sovrano che rispetti l'autodeterminazione nazionale e condivida il potere decisionale con i parlamenti nazionali, i consigli regionali, i consigli comunali" DiEM25 puntava, in un primo tempo, ad una riforma delle istituzioni dell'Unione europea attraverso la convocazione, nel 2025, di un'Assemblea Costituente. Questa avrà il compito di redigere una costituzione democratica europea a sostituzione o integrazione dei trattati oggi in vigore all'interno dell'Unione.
Nel 2022, DiEM25 ha deciso di radicalizzarsi. Nel Nuovo Manifesto, il Movimento invita a una "rivoluzione democratica" attraverso una "disubbidienza costruttiva". Per attuare questa rivoluzione democratica, DiEM25 è pronto ad allearsi con chiunque condivida la sua visione, ma, come già in Grecia e in Germania, vuole formare delle ali elettorali, che avranno tutte il nome "MERA25" ovunque sarà possibile.
A un anno dalla sua fondazione DiEM25 dichiarava di contare oltre 60.000 iscritti provenienti da tutta l'UE, nel 2018 ha superato i 100.000 militanti, sconfinando l'Unione Europea.
Il progetto è finanziato con modalità di crowdfunding.

## Obiettivi

### Visione - da una Nuova Primavera Europea all'Internazionale Progressista
Lo scopo del movimento è realizzare l'idea di un'Europa come unione di popoli il cui governo sia basato sul consenso democratico : una visione antitetica a quella di un superstato gestito da tecnocrati responsabili di emettere editti a favore pressoché esclusivo dei grandi capitali.
L'Europa sta attraversando oggi sei crisi: debito, sistema bancario, povertà, bassi investimenti, migrazioni e guerra. DiEM25 si propone come una piattaforma aperta a tutti i democratici europei per elaborare una risposta comune a queste crisi.
L'obiettivo del 2025 infatti è coinvolgere il maggior numero di europei nella stesura di una nuova Costituzione Democratica in modo da rendere le istituzioni dell’UE trasparenti e responsabili verso tutti i cittadini.

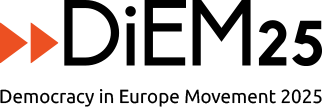

La Visione di DiEM25 dunque è quella di costruire un'Europa più giusta, democratica e solidale disegnata attorno agli interessi della sua popolazione e non ai confini nazionali: un sistema fiscale comune, una politica sull'immigrazione comune, una sanità comune, una politica economica comune, uno statuto europeo dei lavoratori in comune e un piano comune di investimenti per la riconversione “verde” della produzione, dei consumi e della mobilità per tutti i cittadini europei.
All'interno di questa visione, DiEM25 – European Spring sostiene la costituzione di un’Internazionale Progressista che superi i confini europei e possa unire tutti i progressisti offrendo una narrazione comune.

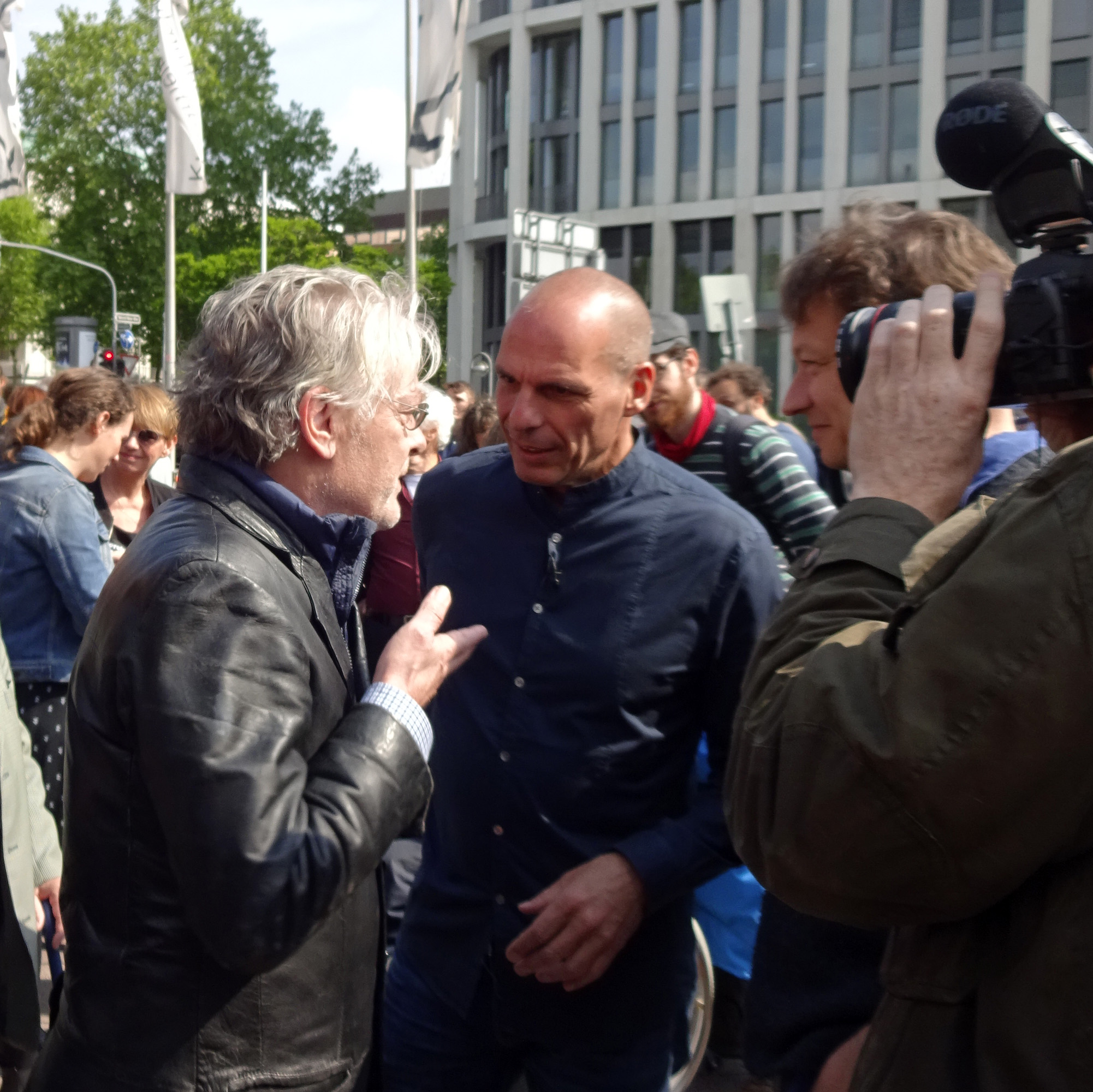
Yanis Varoufakis in Düsseldorf, Grabbeplatz, Maggio 2019

Il 30 novembre in Vermont e il 1º dicembre 2018 a New York, Yanis Varoufakis insieme al Sanders Institute ha infatti lanciato l'Internazionale Progressista cui hanno partecipato i principali leader progressisti del mondo e nel maggio 2020, in piena crisi pandemica, è stata annunciata nuovamente al mondo.

## Il Programma di DiEM25 - European Spring
Il movimento sostiene la petizione Trasparenza in Europa ora!, volta a chiedere la trasmissione in diretta ed i verbali delle riunioni delle maggiori istituzioni europee, una lista esauriente di tutti i lobbisti di Bruxelles e la pubblicazione elettronica di tutti i documenti negoziali del TTIP.
DiEM25 è parte integrante di European Spring, una coalizione internazionale di partiti, movimenti e mezzi di informazione progressisti della società civile che insieme hanno realizzato un programma comune, il Green New Deal. Questi i principali punti del programma:
- Democratizzare l'Europa attraverso un processo costituente che, a partire da assemblee pubbliche in tutti i territori europei, porti nel 2025 a una nuova costituzione democratica votata da tutti i cittadini dell'Unione.
- Combattere disoccupazione e povertà attraverso una nuova politica economica che, insieme alla lotta ai paradisi fiscali, all'unione bancaria, ad una politica fiscale comune e alla partecipazione azionaria di tutte le aziende europee quotate in borsa, possa avviare un New Deal Europeo per garantire alloggi, assistenza sanitaria, lavoro e un dividendo universale a tutti cittadini europei.
- Lanciare la transizione ecologica dell'economia europea che, attraverso una Carbon Tax globale e forti investimenti dalle banche centrali, avvii la riconversione energetica, dei trasporti e dell’agricoltura nei paesi dell'Unione.
- Rafforzare la solidarietà internazionale attraverso un Sistema di Asilo Comune Paneuropeo che garantisca ai rifugiati di stabilirsi dove hanno migliori prospettive d’impiego, legami familiari più forti o migliori competenze linguistiche.[11]

Nel 2017 il leader del movimento Yanis Varoufakis si è detto favorevole all'istituzione di un dividendo universale.
Nel contesto del referendum sulla Brexit, Yanis Varoufakis è stato consulente dei laburisti inglesi, lavorando al fianco del segretario Jeremy Corbyn e partecipando alle iniziative della campagna Another Europe is Possible a favore della permanenza del Regno Unito nell'Unione europea. In una videointervista concessa al quotidiano El País durante una visita a Madrid, le concessioni speciali garantite dall'Unione europea alla Gran Bretagna durante le discussioni sulla Brexit nel febbraio 2016 sono state prese come esempio della frammentazione dell'Europa. Dopo la vittoria del fronte a favore dell'uscita del Regno Unito dalla UE i membri di DiEM25 decisero di schierarsi a favore dell'attivazione dell'articolo 50 del Trattato di Lisbona (che regolamenta l'uscita dall'Unione Europea) a condizione che il Regno Unito stipulasse un accordo con la UE simile a quello della Norvegia, mantenendo la libera circolazione delle persone e l'accesso al mercato unico. Alla luce del rifiuto del governo del Regno Unito di negoziare un accordo simile, nell'Ottobre 2018 i membri di DiEM25 votarono per lanciare una campagna in favore di una estensione del periodo di negoziazione. Nonostante ciò, e in contraddizione con la posizione ufficiale del suo movimento Varoufakis si è opposto pubblicamente all'estensione e a Maggio 2020, pochi mesi dopo la sconfitta del Partito Laburista di Jeremy Corbyn, ha dichiarato il suo supporto a una Brexit senza accordo al termine della fase transitoria.

## Posizione sulla guerra in Ucraina: La Dichiarazione di Atene
Il 13 maggio 2022, Gianīs Varoufakīs, Jeremy Corbyn e Ece Temelkuran hanno rilasciato una dichiarazione nella quale facevano appello alla necessità di un nuovo Movimento dei Non Allineati. [esiste già un Movimento dei paesi non allineati, da qui il "nuovo"] Pur sostenendo il popolo ucraino e il suo diritto a difendersi, si oppongono alla "divisione del mondo in blocchi in competizione che investono nel militarismo dilagante, nelle armi di distruzione di massa iper-moderne e in una nuova guerra fredda." Al posto di questi blocchi militari, difendono l'idea di un quadro di sicurezza internazionale inclusivo.

## Struttura organizzativa
La struttura organizzativa di DiEM25 si basa su:
- un Collettivo di Coordinamento (CC) composto da 12 membri di diverse nazionalità europee con il ruolo di coordinare tutte le attività dei membri DiEM25 di ciascuna realtà nazionale
- un Gruppo Consultivo (Advisory Panel) costituito da artisti, intellettuali e attivisti di tutto il mondo con il compito di contribuire allo sviluppo dei principi e del pensiero del movimento
- un Consiglio di Approvazione (VC) costituito da 100 membri (50 di genere maschile e 50 di genere femminile) eletti a sorteggio tra candidati spontanei con il compito di velocizzare la votazione e l’approvazione di alcune istanze
- I Collettivi Municipali (MC), Regionali (RC) e Nazionali (NC) con il compito di coordinare iscritti e simpatizzanti per le attività sul territorio e stendere attraverso assemblee documenti politici
- i Collettivi Spontanei (DiEM25 Spontaneous Collectives), piccoli gruppi spontanei autorganizzati in base a prossimità territoriale o ad un comune interesse tematico, le cui attività vengono integrate dal Collettivo di Coordinamento, dal Consiglio di Approvazione e dai Collettivi Municipali, Regionali e Nazionali.[20]

## Il Gruppo Consultivo
Il movimento DiEM25 conta sul sostegno di molti personaggi noti e influenti in tutto il mondo, che partecipano al progetto attraverso il Gruppo Consultivo
Di seguito alcuni tra i nomi più conosciuti:

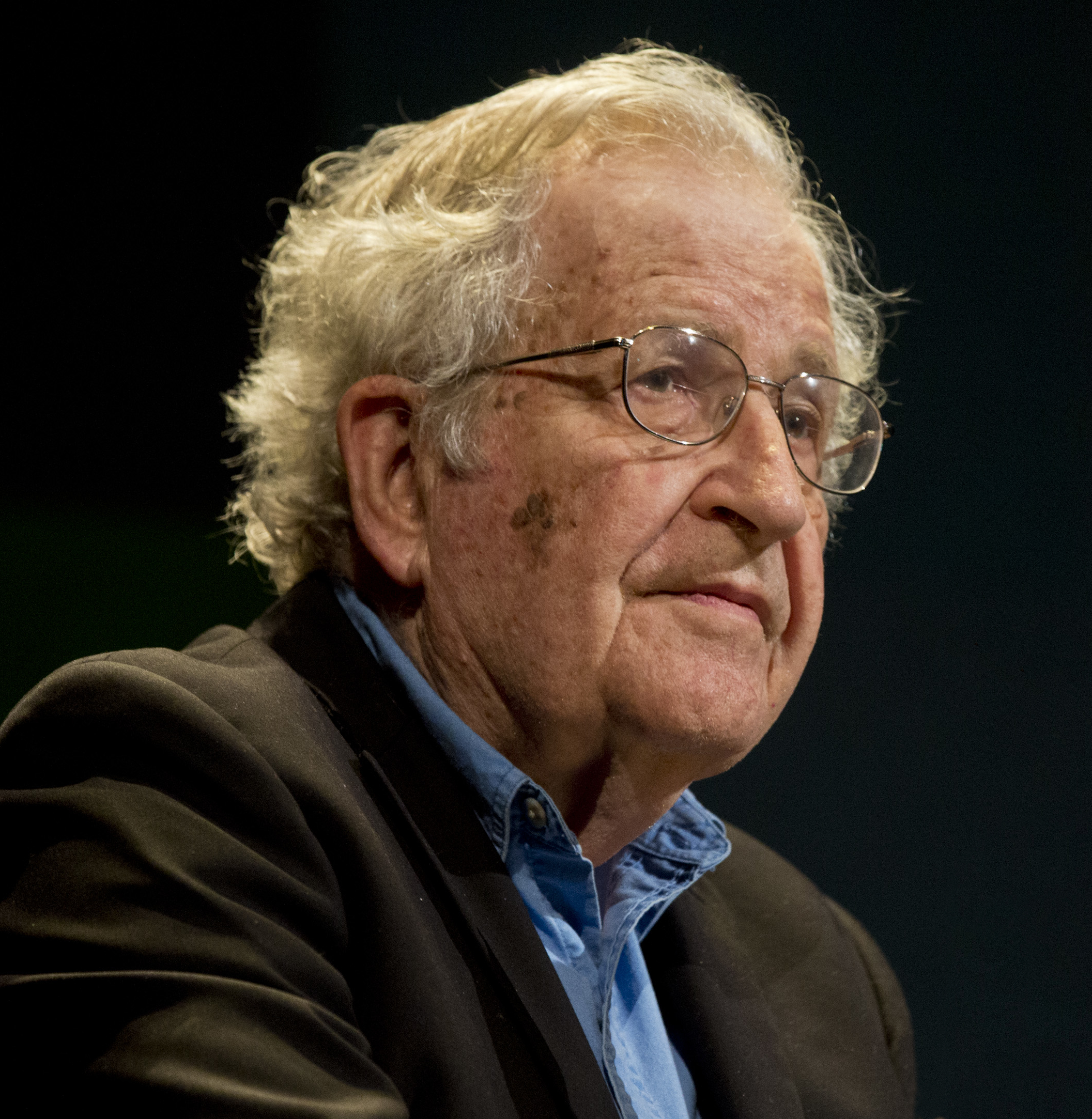
Noam Chomsky

- Yanis Varoufakis – economista, politico e fondatore di DiEM25;
- Srećko Horvat - filosofo, saggista e cofondatore di DiEM25;
- Lorenzo Marsili – attivista e cofondatore di DiEM25 Italia;

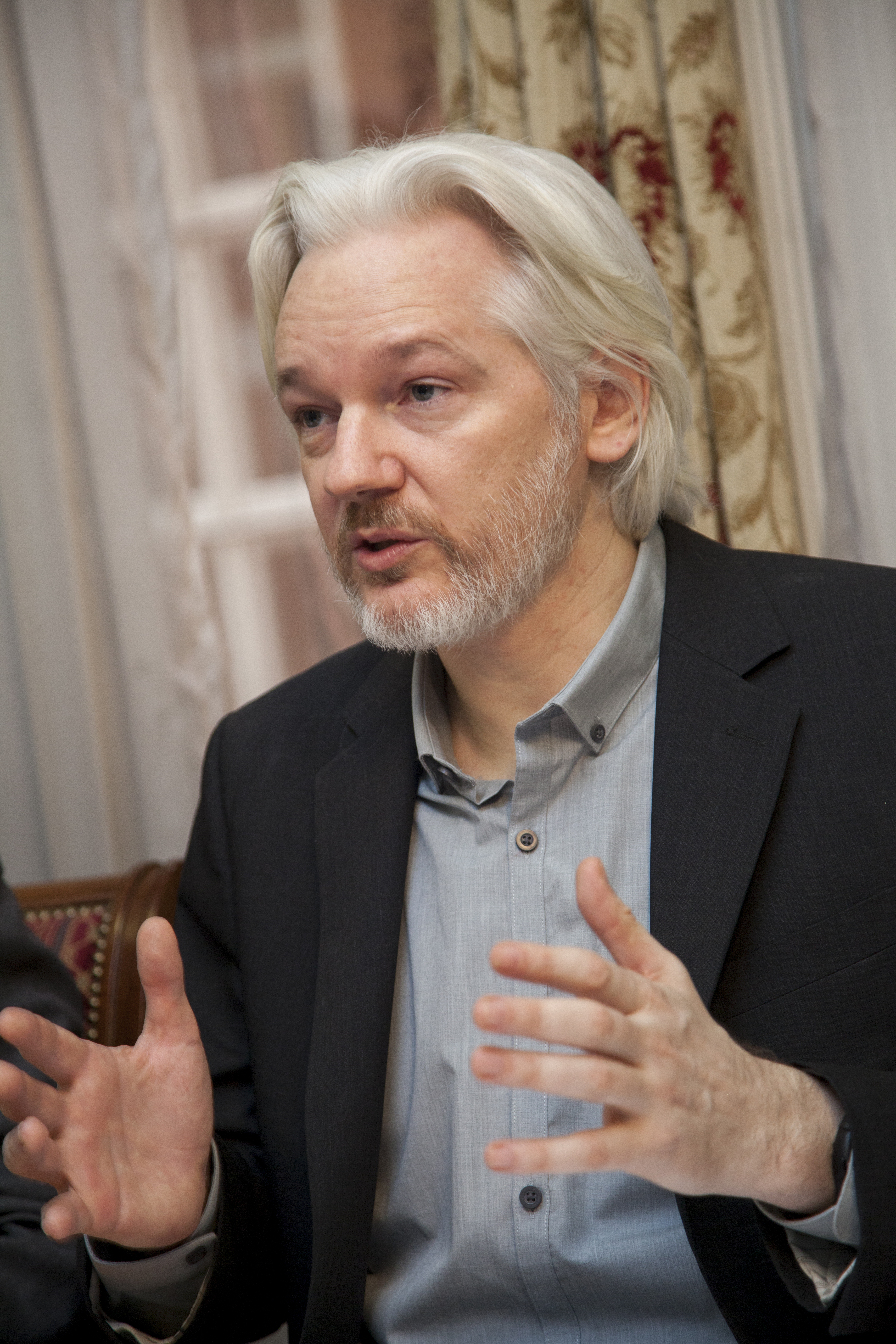
Julian Assange

- Noam Chomsky - linguista, filosofo, teorico della comunicazione e attivista statunitense;
- Naomi Klein - giornalista, scrittrice e attivista canadese;
- Ken Loach - regista pluripremiato e attivista britannico;
- Katrín Jakobsdóttir – primo ministro islandese;
- Jean-Michel Jarre – musicista e compositore francese;
- Saskia Sassen - sociologa e economista alla Columbia University e alla London School of Economics;
- Julian Assange – giornalista, programmatore e attivista australiano;
- Jeremy Corbyn – leader del partito laburista britannico;
- Slavoj Žižek  - filosofo e sociologo sloveno;
- Barbara Spinelli - giornalista e politica italiana.[21]